# Hercule Mucchielli
Hercule Mucchielli, né le 10 mai 1903 à Ghisoni et mort le 25 décembre 1990 à Bastia, est un distributeur et producteur français de cinéma.
D'abord programmateur chez Pathé et les filiales françaises d'Universal puis Metro-Goldwyn-Mayer, il fonde ensuite la société Cyrnos Film, du nom grec de la Corse, dont les productions ne connaissent que des échecs dans les années 1940. Il crée en 1962 la société Valoria Films, active jusqu'en 1975, distribuant les films d'autres producteurs, notamment Les Films Corona de Robert Dorfmann.

### Documentaire
- Le cinéma d'Hercule Mucchielli, documentaire de Jean-Pierre Mattei, 54 minutes, Symphonia Films / France 3 Corse, 2014 ([présentation en ligne]).